# Alexej Surin
Alexej Michaljovič Surin (10. února 1897 Poličkovka, Charkovská oblast – 6. dubna 1974 Čerčany) byl český strojní inženýr a konstruktér rusko-ukrajinského původu, politický emigrant, dlouholetý zaměstnanec závodu ČKD v pražských Vysočanech. Byl šéfkonstruktérem továrního oddělení vývoje pásových obrněných vozidel, včetně tanků, a je uváděn jako konstruktér hojně využívaných typů lehkých tanků LT vz. 34, vz. 35, vz. 38 či třídy AH-IV.

## Život

### Mládí
Narodil se v Poličkovka v Charkovské gubernii, na území pozdější severovýchodní Ukrajiny, do zajištěné selské rodiny. Díky tomu mohl roku 1915 nastoupit ke studiu polytechniky v Kyjevě. Pod vlivem okolností první světové války přestoupil roku 1916 na Vojenskou dělostřeleckou školu, kterou zakončil jako podporučík carské armády na následně byl nasazen u dělostřelectva na bojišti východní fronty. Poté, co v listopadu 1917 proběhl v Ruském impériu bolševický převrat a vládu nad zemí přebrala komunistická vláda v Moskvě, zůstal loajální legální vládě.
Roku 1918 se ještě pokusil dokončit svá inženýrská studia, roku 1919 ale studium přerušil, aby pak přidal se v nově rozpoutané ruské občanské válce k bělogvardějské armádě v boji proti vojskům bolševiků, v řadách Děnikinovy armády. Po jejím rozbití v polovině roku 1919 se přidal k armádě generála Wrangela a účastnil se též jejího stažení na Krym a následného odchodu do exilu v Turecku. Odtud pak přes Jugoslávii odešel do nově vzniklého Československa, kde se usadil a bylo mu umožněno dokončit inženýrské vzdělání, které na Fakultě strojní ČVUT dovršil na jaře roku 1923.

### ČKD Praha

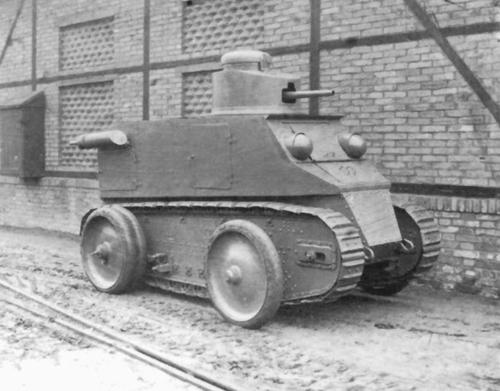
Kolohousenka

Krátce po absolutoriu nastoupil do pražského strojního podniku ČKD, kde po dvou letech přešel do oddělení výroby zbraní. V letech 1925 až 1927 se zabýval úpravami licenčně vyráběného kanónu Vickers, v dalších dvou letech se pak významně podílel na konstrukci unikátního obrněného vozidla, tzv. Kolohousenky, kombinující pásový a kolový pohon dle principu vynalezeného německým inženýrem J. Vollmannem. Z vývoje vyšly v detailech odlišné prototypy označené KH-50, KH-60 a KH-70, projekt však byl nakonec kvůli stoupajícím nákladům zastaven.
ČKD pokračovala ve spolupráci s plk. Bedřichem Albrechtem na spolupráci v zásobení Československé armády těžkou vojenskou technikou a roku 1930 tak byla uzavřena licenční smlouva o československé výrobě tančíku Vickers Carden-Loyd. Surin byl již roku 1930 pověřen rozsáhlou konstrukční úpravou nedostatků stroje, který byl následně zaveden do armádní výzbroje pod označením tančík vz. 33 a vyroben v počtu 70 kusů. Roku 1932, po intervenci svého zaměstnavatele, pak získal československé občanství.

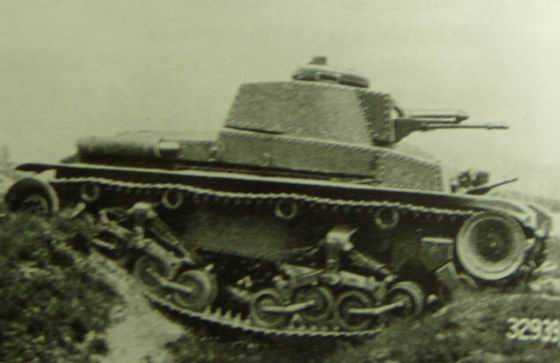
LT vz. 35

Nadále vykonával funkci šéfkonstruktéra oddělení obrněných vozidel, spolupracoval především s ing. Karlem Exnerem. Roku 1934 byl pod jeho vedením dokončen první původní typ lehkého tanku pod značkou Praga, LT vz. 34, rovněž přijatý do výzbroje armády. Dalším představeným typem byl LT vz. 35, následně vyrobený v počtu 298 kusů. Ten se následně stal páteřním typem československých tankových sil, rovněž byl na základě spojenectví Malé dohody dodán také Rumunskému království. Dále pokračoval typem lehkého tanku AH-IV, který svými vlastnostmi, především otočnou věží, předčil řadu zahraničních konkurenčních typů. Pro Perskou armádu, která zakoupila též upravenou verzi tanků AH-IV, úspěšně vedl Surin vývoj tanku TNH, jehož zmenšené verze LTP byla dodána do Peru, verze LTH potom Švýcarské armádě. Vyvrcholením řady TNH byl lehký tank vz. 38, který pod označením Panzerkampfwagen 38(t) sloužil ve více než tisícovém počtu v řadách Wehrmachtu. Dále se Surin podílel také na vývoji pěchotních transportérů, mj. P-IIb a ŠP-II, které však nikdy nebyly uvedeny do sériové výroby, či dělových tahačů Praga IV. Země, kam byla vozidla dodávána, tj. vedle Rumunska také např. Švédsko či Turecko, Surin také navštěvoval.

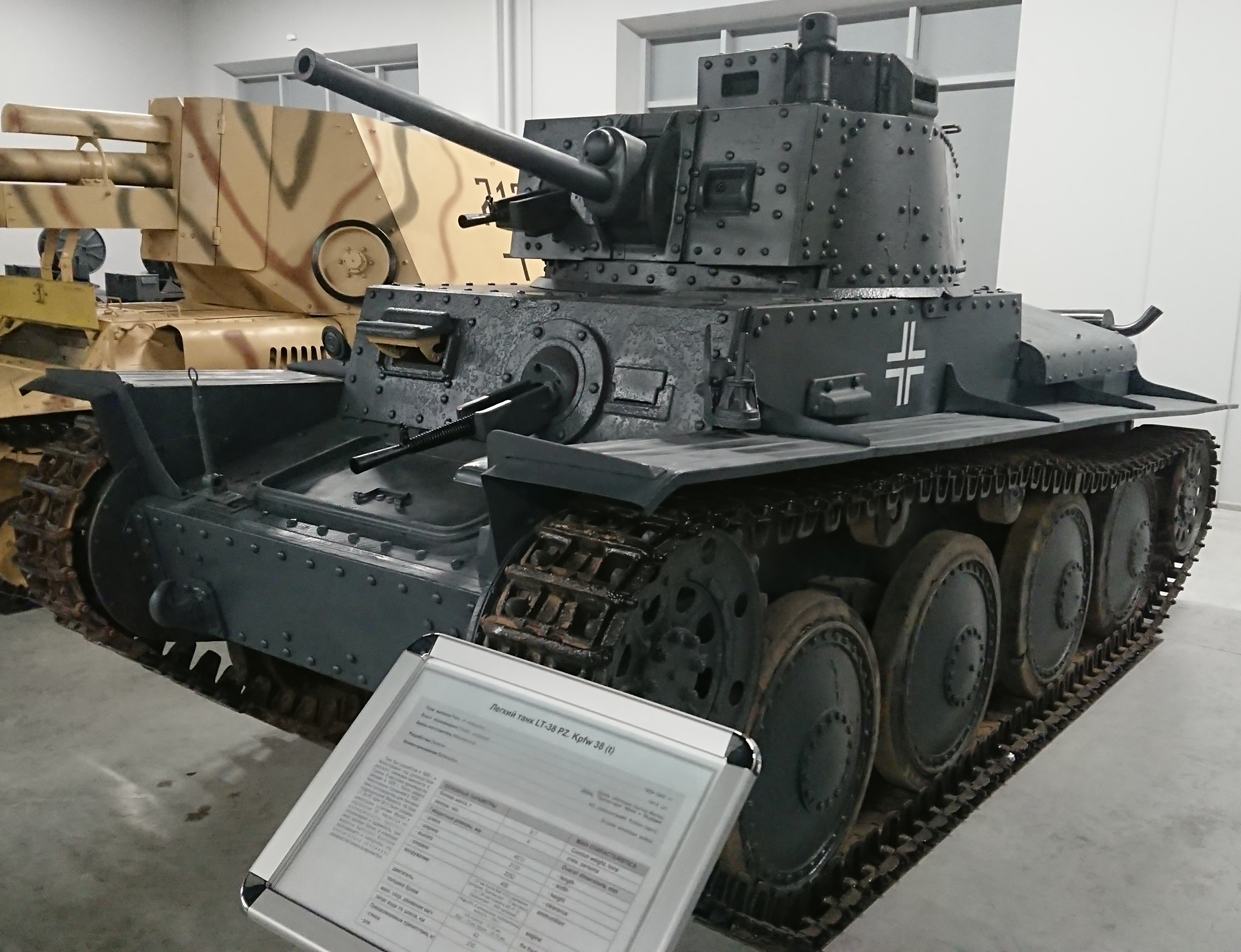
LT vz. 38 s insigniemi wehrmachtu pod označením Panzerkampfwagen 38

Vrcholem jeho snah o vyvinutí středního tanku byl typ tank V-8-H, který byl však kvůli okolnostem Michovské dohody a německé okupace Československa vyroben pouze ve dvou exemplářích. Úpravy LT vz. 38 byly jeho posledním konstrukčním počinem před začátkem druhé světové války. Stroje jeho konstrukce byly následně zrekvírovány a zařazeny do bojové výzbroje mocností Osy. Surin dále pokračoval v práci v ČKD (přejmenována na německé Bohmische-Mahrischen Maschinenfabrik, BMM), jeho dalšími projekty byla úprava podvozku vz. 38 pro jiná obrněná vozidla a také vývoj dělostřeleckého parního tahače pro wehrmacht, tyto práce však záměrně protahoval ve snaze projekt nedokončit. Roku 1944 byl navržen na udělení vyznamenání Svatováclavskou orlicí, jednoho z nejvyšších protektorátních vyznamenání, díky svému bratranci lékaři a simulování závažného onemocnění anginou pectoris se mu podařilo se přijetí vyznamenání vyhnout. Po osvobození Československa byl zatčen a krátce vyslýchán sovětskou NKVD, mj. i pro svůj bělogvardějský ideový původ, po několika dnech byl však propuštěn.

### Po roce 1945
Nadále navázal na předválečnou konstrukční práci: vedle dalších úprav AH-IV a THN, určené především k exportu, se zabýval konstrukcí tanku TVP (Tank všeobecného použití), který byl vyvíjen ve spolupráci se zbrojním oddělením Škody Plzeň. Roku 1948 byl za svůj přínos v podobě jím konstruovaných tanků pro švédskou armádu na švédském velvyslanectví v Praze dekorován Řádem Vasovým, jedním z nejvyšších švédských státních vyznamenání.
Další autorské konstrukce pak byly přeťaty okolnostmi února 1948 a nastolením komunistického režimu v Československu a ČKD následně přešla na licenční výrobu sovětského tanku T-34/85, posléze ze strategických důvodů přemístěnou na Slovensko, kam odešla i většina oborových zaměstnanců. Surin zůstal v Praze, kde v ČKD nadále pracoval v oddělení pístových kompresorů. Občasně pak navštěvoval tankovou výrobu na Slovensku, rovněž pedagogicky působil na VUT v Brně. Rovněž byl prověřován a vyšetřován StB. Po odchodu do důchodu trávil čas na své letní chatě v Čerčanech na řece Sázavě.

### Úmrtí
Alexej Surin zemřel 6. dubna 1974 v Čerčanech ve věku 77 let. Pohřben byl na Ďáblickém hřbitově.

## Konstrukce vozidel
Konstrukce letadel, u nichž se konstrukčně podílel Alexej Surin (výběr):
- Kolohousenka
- Tančík vz. 33
- LT vz. 34
- LT vz. 35
- LT vz. 38
- AH-IV
- AH-IV-R

- THN
- V-8-H
- TVP